# 센트라우 SC
센트라우 스포르트 클루브(Central Sport Club)는 센트라우라고도 불리며, 1919년에 창단한 브라질 페르남부쿠주 카루아루를 연고로 하는 축구팀이다. 2018년 현재 전국 4부 리그 캄페오나투 브라질레이루 세리이 D에 참가하고 있다.
나시오나우 FC의 최대 라이벌은 포르투 두 카루아루이며, 두 팀의 경기는 클라시쿠 마투투(Clássico Matuto)라 불린다.

## 역사
1919년 6월 15일 카루아루 음악상회에서 프란시스쿠 포르투 지 올리베이라에 의해 세베리누 베제하라는 이름으로 창단되었다.
1986년 전국 2부 리그인 캄페오나투 브라질레이루 세리이 B에서 우승을 차지하였고, 이듬 해 캄페오나투 브라질레이루 세리이 A로 승격하였다. 그러나 해당 시즌 최하위를 기록하며 곧바로 강등되었다.

## 수상
- 캄페오나투 브라질레이루 세리이 B
  - 우승 (1회) : 1986
- 캄페오나투 페르남부카누
  - 준우승 (1회) : 2007
- 캄페오나투 페르남부카누 2부
  - 우승 (1회) : 1999
- 코파 페르남부카누
  - 우승 (1회) : 2001

## 선수 명단

### 현역
참고: FIFA 자격 규정에 따라 소속된 국가대표팀 국기를 표시합니다. 선수는 복수의 FIFA 비회원국 국적을 가지고 있을 수 있습니다.
| 번호 | 포지션 | 국적 | 이름          |
| ---- | ------ | ---- | ------------- |
| -    | DF     |      | 루안 안드라데 |

| 번호 | 포지션 | 국적 | 이름 |
| ---- | ------ | ---- | ---- |

## 역대 감독
| 감독                        | 임기 |
| --------------------------- | ---- |
| 히카르두 호제리우 지 브리투 | 2011 |

틀:센트라우 SC 선수 명단